# Meistriliiga 1992-1993
La Meistriliiga 1992-1993 fu la seconda edizione della massima serie del campionato di calcio estone conclusa con la vittoria del FC Norma Tallinn, al suo secondo titolo consecutivo.

## Formula
La formula fu notevolmente cambiata rispetto alla stagione precedente: il numero di squadre partecipanti scese da 14 a 12, mentre il campionato fu disputato in un'unica fase, anziché in due. Il girone fu in questo caso unico, con le dodici partecipanti che si incontrarono in turni di andata e ritorno, per un totale di 22 incontri per squadra; venivano assegnati tre punti per la vittoria, uno per il pareggio e zero per la sconfitta.
Le squadre classificate agli ultimi due posti retrocedevano in Esiliiga.

## Squadre partecipanti
| Club                | Città        | Stagione precedente                                       |
| ------------------- | ------------ | --------------------------------------------------------- |
| Dünamo Tallinn      | Tallinn      | 9° in Meistriliiga                                        |
| EP Jõhvi            | Jõhvi        | 2° in Meistriliiga                                        |
| Flora Tallinn       | Tallinn      | 4° in Meistriliiga                                        |
| Kalev Sillamäe      | Sillamäe     | 11° in Meistriliiga                                       |
| Keemik Kohtla-Järve | Kohtla-Järve | 10° in Meistriliiga                                       |
| Merkuur Tartu       | Tartu        | 12° in Meistriliiga                                       |
| FC Nikol Tallinn    | Tallinn      | 3° in Meistriliiga                                        |
| Norma Tallinn       | Tallinn      | Campione d'Estonia                                        |
| Spordis ESDAG Tartu | Tartu        | 6° in Meistriliiga                                        |
| Trans Narva         | Narva        | 7° in Meistriliiga                                        |
| Tulevik Viljandi    | Viljandi     | 13° in Meistriliiga, retrocesso, ma in seguito ripescato. |
| Vigri Tallinn       | Tallinn      | 5° in Meistriliiga                                        |

## Classifica finale
|                    | Pos. | Squadra             | Pt | G  | V  | N | P  | GF  | GS | DR  |
| ------------------ | ---- | ------------------- | -- | -- | -- | - | -- | --- | -- | --- |
| Estonia (bandiera) | 1    | Norma Tallinn       | 42 | 22 | 20 | 2 | 0  | 102 | 16 | +86 |
|                    | 2    | Flora Tallinn       | 34 | 22 | 15 | 4 | 3  | 63  | 13 | +50 |
|                    | 3    | FC Nikol Tallinn    | 33 | 22 | 15 | 3 | 4  | 58  | 17 | +41 |
|                    | 4    | EP Jõhvi            | 32 | 22 | 13 | 6 | 3  | 53  | 20 | +33 |
|                    | 5    | Vigri Tallinn       | 27 | 22 | 10 | 7 | 5  | 61  | 33 | +28 |
|                    | 6    | Trans Narva         | 24 | 22 | 11 | 2 | 9  | 51  | 34 | +17 |
|                    | 7    | Keemik Kohtla-Järve | 18 | 22 | 7  | 4 | 11 | 30  | 56 | -26 |
|                    | 8    | Spordis ESDAG Tartu | 13 | 22 | 5  | 3 | 14 | 30  | 75 | -45 |
|                    | 9    | Dünamo Tallinn      | 13 | 22 | 4  | 5 | 13 | 24  | 50 | -26 |
|                    | 10   | Merkuur Tartu       | 12 | 22 | 4  | 4 | 14 | 17  | 63 | -36 |
|                    | 11   | Kalev Sillamäe      | 9  | 22 | 4  | 1 | 17 | 17  | 65 | -48 |
|                    | 12   | Tulevik Viljandi    | 7  | 22 | 3  | 1 | 18 | 24  | 88 | -64 |

### Verdetti
- Norma Tallinn campione di Estonia e qualificato al turno preliminare di UEFA Champions League 1993-1994.
- Nikol Tallinn qualificato al turno preliminare di Coppa delle Coppe 1993-1994 come vincitore della Coppa d'Estonia.
- Kalev Sillamäe e Tulevik Viljandi retrocessi in Esiliiga; Kalev Sillamäe successivamente riammesso per l'abbandono del Keemik Kohtla-Järve.

## Vincitori
| Vincitori Meistriliiga 1992-1993 |
| -------------------------------- |
| Estonia (bandiera)               |
| FC Norma Tallinn Secondo titolo  |

## Classifica marcatori
| Pos | Nome              | Club                     | Gol |
| --- | ----------------- | ------------------------ | --- |
| 1   | Sergei Bragin     | FC Norma Tallinn         | 27  |
| 2   | Aleksandr Zhurkin | FC Norma Tallinn         | 18  |
| 3   | Andrei Borissov   | FC Norma Tallinn         | 16  |
| –   | Valeri Mozuhhin   | FC Nikol Tallinn         | 16  |
| –   | Sergei Zamorski   | Flora Tallinn            | 16  |
| 6   | Sergei Afanasyev  | JK Eesti Põlevkivi Jõhvi | 13  |
| –   | Juri Braiko       | Keemik Kohtla-Järve      | 13  |
| 8   | Dmitri Ustritski  | KSK Vigri Tallinn        | 11  |
| –   | Indro Olumets     | Flora Tallinn            | 11  |
| –   | Martin Reim       | Flora Tallinn            | 11  |
| –   | Nikolai Toshtshev | FC Narva Trans           | 11  |